# Myrmecocichla formicivora
Myrmecocichla formicivora là một loài chim trong họ Muscicapidae.